# Canthidium multipunctatum
Canthidium multipunctatum là một loài bọ cánh cứng trong họ Bọ hung (Scarabaeidae).